# Спортивная гимнастика на летних Олимпийских играх 2000 — вольные упражнения (женщины)
Соревнования по вольным упражнениям среди женщин в спортивной гимнастике на Летних Олимпийских играх 2000 года состоялись 17 и 25 сентября в спорткомплексе «Сидней СуперДом». Олимпийской чемпионкой стала представительница России Елена Замолодчикова, серебряную медаль завоевала её соотечественница Светлана Хоркина. Бронзовую медаль завоевала румынская гимнастка Симона Аманар.

## Результаты

### Квалификация
В квалификационном раунде 17 сентября участвовали 83 гимнастки, из которых восемь лучших пробились в финал 25 сентября. Каждая страна выдвигала не более двух гимнасток в финале.

### Финал
| Место | Гимнастка                  | Результат |
| ----- | -------------------------- | --------- |
|       | Елена Замолодчикова Россия | 9.850     |
|       | Светлана Хоркина Россия    | 9.812     |
|       | Симона Амынар Румыния      | 9.712     |
| 4     | Эстер Мойя Испания         | 9.700     |
| 5     | Ян Юнь Китай               | 9.637     |
| 6     | Андрея Рэдукан Румыния     | 9.275     |
| 7     | Лиза Скиннер Австралия     | 9.012     |

Дун Фансяо из Китая была дисквалифицирована и лишена 6-го места решением МОК от 28 апреля 2010: на момент Игр спортсменке не исполнилось 16 лет.